# Pseudopodospermum strictum
Pseudopodospermum strictum — вид квіткових рослин з підродини цикорієвих (Cichorioideae).

## Опис
Це багаторічна рослина 20–60 см. Обгортка вузько-циліндрична 15–30 см завдовжки. Сім'янки 10–12 мм завдовжки; хохолок білий.

## Поширення
Вид росте в Євразії від Португалії до Казахстану й західного Сибіру.
В Україні вид росте на схилах та кам'янистих місцях — у Лісостепу (на південному сході), Степу (на північному сході), рідко.

## Синоніми
- Scorzonera stricta Hornem.
- Pseudopodospermum hispanicum subsp. asphodeloides (Wallr.) Bartolucci, Galasso & F.Con
- Pseudopodospermum tauricum (M.Bieb.) Vasjukov & Saksonov
- Scorzonera asphodeloides (Wallr.) K.Koch
- Scorzonera glastifolia var. asphodeloides (Wallr.) DC
- Scorzonera hispanica var. asphodeloides Wallr.
- Scorzonera hispanica subsp. asphodeloides (Wallr.) Arcang.
- Scorzonera marschalliana C.A.Mey.
- Scorzonera taurica M.Bieb.
- Scorzonera tomentosa Siev. ex Ledeb.
- Scorzonera transtagana Cout.
- Scorzonera villosa M.Bieb.